# Генрик Гальбан
Генрик Гальбан (пол. Henryk Halban ім'я при народженні Генріх Блюместок пол. Henryk Blumenstok; 9 вересня 1870, Краків — 12 грудня 1933, Львів) — професор, декан медичного факультету, ректор Львівського університету (1933), засновник Львівської наукової школи неврології та психіатрії. Кавалер Великого Хреста Ордена Відродження Польщі (1930), нагороджений «Хрестом Хоробрих», член-кореспондент товариства лікарів Польщі.

## Життєпис
1896 року закінчив медичний факультет Краківського університету — вчився у Рільца, тоді ж захистив докторську дисертацію. Стажувався в Берліні — 1897—1899 роках. З 1899 року працював на кафедрі неврології і психіатрії Віденського університету під керівництвом австрійського психіатра, лауреата Нобелівської премії 1927 року з медицини і фізіології за відкриття методу піротерапії при нейросифілісі Юліуса Вагнера-Яурегга; за сумісництвом був науковим співробітником кафедри анатомії та фізіології.
Від 16 січня 1905 по 1914 рік — професор, завідувач кафедри неврології і психіатрії Львівського університету, що від 15 травня 1905 року розташовувалася в портері будинку на вулиці Гауснера, 9, асистентом був доктор Юліан Шоломович. 24 травня 1905 року у Львівському університеті почав читатися курс нервових хвороб.
1907 року при кафедрі відкрито гістологічну лабораторію, де було можливим готувати мікроскопічні препарати й навчати студентів, у бібліотеку кафедри виписано 12 періодичних видань.
З грудня 1909 року обов'язки заступника завідувача кафедри виконував доктор Якуб Ротфельд-Ростовскі — професор, делегат до галузевої ради, керівник наукового товариства у Львові.
Очолював комісію університету в справах молоді, був куратором товариства українських студентів-католиків «Обнова», займався заснуванням у Львові кількох студентських гуртожитків, запровадив лікарське обстеження для абітурієнтів.
За два тижні до початку війни побував на Міжнародному конгресі неврологів, психіатрів та психологів в Берні.
В часі першої світової війни — директор Віденського військового шпиталю; санітарний інспектор польської армії у 1918–1919.
У 1915, 1916, 1921 роках — декан кафедри, у 1922 — продекан, протягом 1919—1920 та 1923—1925 роках — делегат до Сенату університету. Очолював комісію Сенату Університету у справах
молоді.
У 1920—1933 роках — професор, організатор і керівник кафедри неврології та психіатрії Львівського університету.
Організатор амбулаторії — 1905, відділення нервових хвороб — травень 1924, та клініки неврології Львівського університету — 1930.
1920 року організував та решту життя очолював комісію Сенату Університету в справах молоді; також займався заснуванням у Львові кількох студентських гуртожитків; запровадив лікарське обстеження вступників до вищих навчальних закладів; створив організацію «Здоровне опікування» — опікувалася здоров'ям студентів та започаткувала виникнення таких організацій в інших університетах тогочасної Польщі та за кордоном. Його зусиллями засновано у Микуличині «Дім здоров'я» для студентської молоді.
У 1925 році — заступник проректора Львівського університету.
Обраний ректором Львівського університету у 1933 році, однак в швидкому часі через важку хворобу змушено відмовляється від посади.
Генрик Гальбан помер у Львові 12 грудня 1933 року. Похований на території меморіалу львівських орлят Личаківського цвинтаря.

## Доробок

### Напрями наукових досліджень
Досліджував проблеми клінічної невропатології; описував морфологічні зміни в мозку при різних видах паралічу, алкогольної полінейропатії та багато інших захворювань. Одним з перших запропонував використовувати гіпертермію для терапії прогресивного паралічу, зокрема при паралічі Ландрі-Гійєна-Барре, псевдобульбарному синдромі. Досліджував зміни в центральній нервовій системі при тремтливому паралічі, правці, спинному туберкульозі. Досліджував лікування захворювань екстрапірамідарної системи, у тому числі летаргнічного енцефаліту.

### Серед робіт
- «Zur Kenntnis der infantilen Pseudobulbarparalyse» // Wiener klin. Wocbenscbrift. — 1899. — № 40. (нім.);
- «O wrzekomym porażeniu opuszkowem u dzieci» // Przegląd lekarski. — 1899. — Nr. 43—45. (пол.);
- «Beitrag zur Aetiologie der Paralysis agitans» // Wiener klin. Wocbenscbrift. — 1899. — № 21. (нім.);
- «Beitrag zur pathologischen Anatomie der Polyneuritis alcoholiea» / Arbeiten aus dem Institut fur Anatomie und Physiologie des Zentalneryensystems. Wydane przez prof. Obersteinera, 1900. (нім.);
- «Przyczynek do sprawy rozsianego zapalenia nerwów wskutek zatrucia wyskokiem. (Polyn. alcoholiea)» // Przegląd Lekarski. — 1900. — № 17. (пол.);
- «Ueber Yeranderungen des Zentralnervensystems heim Tetanus des Menschen» / Arheiten aus dem Institut fiir Anatomie und Physiologie des Zentralneryensystems. Wydawane przez prof. Obersteinera, 1900. (нім.)
- «Ueber juvenile Tabes, nebst Bemerkungen tiber symptomatische Migraene»: praca habilitacyjna / Jahrbticher f. Psych, und Neurol. — Wien, 1901. (нім.);
- «Weiterer Beitrag zur Kenntnis der juvenilen Tabes» // Wiener klin. Wocbenscbrift. — 1901. (нім.);
- «Zur Prognoze der progressiven Paralyse» // Jahrbticher ftir Psychiatrie und Neurologie. — 1902. (нім.);
- «Zur Pathologie der Hirnschenkelhaube mit hesonderer Berticksichtigung der postliemiplegischen Bewegungserscheinungen» / Arheiten aus dem Wieuer Neurologischen Institut. Wydawane przez prof. Obersteinera). — 1903 (спільно з професором Дремом Інфельдом) (нім.);
- «O poraneniu postupowym w wieku miodziecczym» // Lwowski tygodnik lekarski. — T. 6. — nr 21. — 1911. — № 21—25 (пол.);
- «W sprawie rokowania i leczenia poranenia postupowego» // Lwowski tygodnik lekarski. — 1909. — nr 49—50 (пол.).

## Нагороди та звання
За заслуги в галузі науки у 1930 році був нагороджений Командорським хрестом Ордена Відродження Польщі. Нагороджений Хрестом Хоробрих, член-кореспондент товариства лікарів Польщі.